# 李遵 (泾阳县子)
李遵（473年—524年6月24日），字仲敬，陇西郡狄道县（今甘肃省定西市临洮县）人，是北魏辅国将军、荆州刺史兼都官尚书、泾阳昭子李佐第二子，北魏官员。

## 生平
李遵豪爽秀俊有李佐的风范，北魏国子太学建立后，李遵进入国子太学学习，写文章通过考试，成绩优秀，被选拔为司空行参军。高阳王元雍镇守邺城时挑选幕僚，第一个挑选李遵代理参军署法曹。不久李佐去世，李遵为父亲服丧，守丧期满后，李遵承袭为泾阳县开国子，被任命为员外散骑侍郎。自李宝归顺北魏以来，陇西李氏三代都定居于平城，李佐因任官曾定居于相州，直到李佐时期才将户籍安置于魏郡汤阴县。李遵后被任命为相州别驾，又回京任奉车都尉，外调为冀州征北大将军长史，又加号中垒将军，任命为冀州安东府上僚，调任司空司马。正光五年五月八日（524年6月24日），李遵在洛阳显德里去世，虚岁五十二，皇帝下诏哀伤悲叹，赠予李遵假节、龙骧将军、洛州刺史。正光六年五月乙巳朔廿二日丙寅（525年6月28日）安葬于西门豹祠之南，李佐之墓的左侧。魏孝庄帝初年，李遵以外戚的身份被越级赠官为车骑大将军、仪同三司、定州刺史。李遵的墓志全称为《魏故龙骧将军洛州李使君墓志》，由李遵夫人的妹夫张景渊撰写，拓片藏于北京图书馆。

## 家族

### 祖父
- 李宝，北魏宣公[3]

### 父母
- 李佐，北魏昭侯[3]
- 陇西辛氏，镇远将军、汉阳郡太守、狄道侯辛松之女[4]
- 荥阳郑氏，郑定宗之女[4]

### 兄弟
- 李伯钦，北魏国子学生，早亡
- 李柬，北魏镇远将军、济州刺史
- 李神俊，北魏骠骑大将军、肆州刺史、侍中、千乘文贞侯
- 李俊公，李思约的父亲
- 李刿，北魏司徒行参军

### 儿子
- 李果，东魏司空谘议参军、泾阳县子，武定年间，定罪与西魏往来被杀[5][6]